# Viola canobarbata
Viola canobarbata är en violväxtart som beskrevs av Leybold. Viola canobarbata ingår i släktet violer, och familjen violväxter. Inga underarter finns listade i Catalogue of Life.